# UHMK1
UHMK1 (англ. U2AF homology motif kinase 1) – білок, який кодується однойменним геном, розташованим у людей на короткому плечі 1-ї хромосоми.  Довжина поліпептидного ланцюга білка становить 419 амінокислот, а молекулярна маса — 46 546.
| 10         |  | 20         |  | 30         |  | 40         |  | 50         |
| ---------- |  | ---------- |  | ---------- |  | ---------- |  | ---------- |
| MAGSGCAWGA |  | EPPRFLEAFG |  | RLWQVQSRLG |  | SGSSASVYRV |  | RCCGNPGSPP |
| GALKQFLPPG |  | TTGAAASAAE |  | YGFRKERAAL |  | EQLQGHRNIV |  | TLYGVFTIHF |
| SPNVPSRCLL |  | LELLDVSVSE |  | LLLYSSHQGC |  | SMWMIQHCAR |  | DVLEALAFLH |
| HEGYVHADLK |  | PRNILWSAEN |  | ECFKLIDFGL |  | SFKEGNQDVK |  | YIQTDGYRAP |
| EAELQNCLAQ |  | AGLQSDTECT |  | SAVDLWSLGI |  | ILLEMFSGMK |  | LKHTVRSQEW |
| KANSSAIIDH |  | IFASKAVVNA |  | AIPAYHLRDL |  | IKSMLHDDPS |  | RRIPAEMALC |
| SPFFSIPFAP |  | HIEDLVMLPT |  | PVLRLLNVLD |  | DDYLENEEEY |  | EDVVEDVKEE |
| CQKYGPVVSL |  | LVPKENPGRG |  | QVFVEYANAG |  | DSKAAQKLLT |  | GRMFDGKFVV |
| ATFYPLSAYK |  | RGYLYQTLL  |  |            |  |            |  |            |

A: Аланін

C: Цистеїн

D: Аспарагінова кислота

E: Глутамінова кислота

F: Фенілаланін

G: Гліцин

H: Гістидин

I: Ізолейцин

K: Лізин

L: Лейцин

M: Метіонін

N: Аспарагін

P: Пролін

Q: Глутамін

R: Аргінін

S: Серин

T: Треонін

V: Валін

W: Триптофан

Кодований геном білок за функціями належить до трансфераз, кіназ, серин/треонінових протеїнкіназ. 
Задіяний у таких біологічних процесах як поліморфізм, альтернативний сплайсинг. 
Білок має сайт для зв'язування з АТФ, нуклеотидами, РНК. 
Локалізований у ядрі.